# Mamma, ho visto l'assassino
Mamma, ho visto l'assassino (Clubhouse Detectives) è un film del 1996 scritto e diretto da Eric Hendershot e interpretato da Michael Ballam e Michael Galeota. Primo capitolo della serie di Clubhouse Detectives.

## La saga
- Mamma, ho visto l'assassino (Clubhouse Detectives), regia di Eric Hendershot (1996)
- Clubhouse Detectives - L'amica reale (Clubhouse Detectives in Search of a Lost Princess), regia di Eric Hendershot (2002)
- Clubhouse Detectives - Scacco al club (Clubhouse Detectives in Big Trouble), regia di Eric Hendershot (2002)
- Clubhouse Detectives - Museo per signora (Clubhouse Detectives in Scavenger Hunt), regia di Eric Hendershot (2003)
- The Boathouse Detectives, regia di Eric Hendershot (2010)

## Riconoscimenti
- 1997 - Young Artist Award[1]
  - Nomination Migliore interpretazione in un film TV/home video a Jimmmy Galeota, Michael Galeota, Christopher Bell, Alejandro Miranda Cruz, Thomas Hobson